# Апраксин, Степан Фёдорович
Степа́н Фёдорович Апра́ксин (30 июля [10 августа] 1702 — 6 [17] августа 1758, Санкт-Петербург) — русский генерал-фельдмаршал времён Семилетней войны, который командовал русской армией при Гросс-Егерсдорфе.

## Биография
Сын стольника Фёдора Карповича Апраксина и Елены Леонтьевны Кокошкиной. Когда Степану Фёдоровичу было пять лет, у него умер отец; мать, овдовев, вышла замуж вторично за начальника Тайной канцелярии А. И. Ушакова. Степан Фёдорович воспитывался в доме своего родственника, графа Петра Матвеевича, где получил хорошее воспитание, отлично говоря по-немецки.
В 1718 году вступил в службу солдатом в Преображенский полк и в царствование Петра II был уже капитаном. Протекция отчима помогла Степану Фёдоровичу сделать быструю карьеру. Он перешёл в Семёновский полк, где Ушаков был подполковником, и получил от императрицы Анны Иоанновны в 1732 году чин секунд-майора.
Участвовал во взятии Очакова в 1738 году под начальством Миниха. Желая выслужиться перед Ушаковым, Миних взял Апраксина в свою армию дежурным генералом, и, несмотря на посредственные его способности, сочетавшиеся с ленью, держал его на этой должности все четыре года войны, каждый раз упоминая в своих письмах к императрице как весьма способного штаб-офицера. Апраксин был награждён императрицей чином премьер-майора и деревнями.
В 1739 году его произвели в генерал-майоры. 10 сентября 1739 года, когда он привёз в Петербург известие о взятии Хотина, был пожалован орденом Святого Александра Невского.
В 1741 году Степан Фёдорович встречал на границе посольство Тахмас-Куды-Хана, состоявшее из 2200 человек. В 1742 году он был отправлен послом в Персию. В его отсутствие произошёл переворот, на престол взошла Елизавета Петровна. Апраксин, умевший находить себе сильных друзей для своего благополучия, сделался другом Бестужева-Рюмина, заклятого врага Миниха. Движение Апраксина по службе пошло ещё быстрее: в 1742 году он был подполковником гвардии и генерал-поручиком, в 1746 году генерал-аншефом, при отсутствии талантов к управлению он стал вице-президентом Военной коллегии. В 1751 году был награждён орденом Святого апостола Андрея Первозванного.

## Семилетняя война

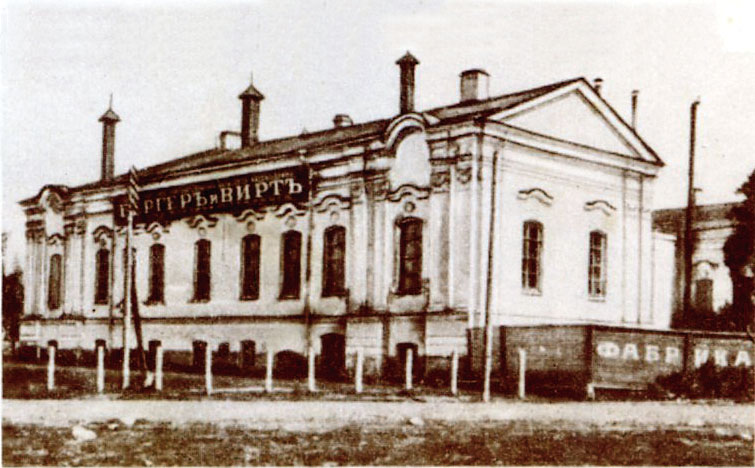
Дворец «Три Руки», где держали Апраксина во время суда

Когда Россия заключила с Австрией антипрусский союз, императрица Елизавета Петровна пожаловала Апраксина в фельдмаршалы и назначила главнокомандующим действующей армией.
В мае 1757 года армия Апраксина, насчитывающая до 100 тысяч человек, из них — 20 тысяч нерегулярного войска, выступила из Лифляндии в направлении реки Неман. 20 тысячный отряд под командованием генерал-аншефа Фермора при поддержке русского флота осадил и взял Мемель, взятие которого 25 июня (по старому стилю) 1757 года стало сигналом к началу кампании.
Апраксин с главными силами двинулся в направлении Вержболово и Гумбиннена. Противником русской армии в Восточной Пруссии был оставленный для её охраны корпус под командованием фельдмаршала Левальда, насчитывавший 30,5 тысяч солдат и 10 тысяч ополченцев. Узнав об обходном движении русской армии, Левальд выступил ей навстречу с намерением атаковать русские войска. Генеральное сражение между прусской и русской армиями произошло 19 (30) августа 1757 года у деревни Гросс-Егерсдорф и закончилось победой русских войск. За пять часов боя потери прусской стороны превысили 4,5 тысячи человек, русских войск — 5,7 тысяч, из них 1487 убитых. Весть о победе была принята с восторгом в Петербурге, а Апраксин получил в свой герб две пушки, накрест положенные.

## Неудачные интриги
Однако, победив в сражении, Апраксин не пытался развить успех преследованием противника, остановился лагерем и пребывал неделю в совершенном бездействии. Лишь 25 августа (5 сентября) он предпринял попытку обхода правого фланга отошедшего к Велау Левальда. Тот не принял боя и отступил. 27 августа (7 сентября) Апраксин внезапно отошёл на другой берег Прегеля и начал поспешное отступление к Неману. Оправившиеся пруссаки, узнав об отходе русских с опозданием на неделю, с этого момента преследовали русскую армию по пятам на всём протяжении пути до прусской границы.
Причины столь внезапного, напоминающего бегство, отступления Апраксина, лишившего русские войска всех стратегических преимуществ, которые они могли бы извлечь из победы при Гросс-Егерсдорфе, не до конца понятны и сегодня. Одни объясняют это действие недостатком продовольствия и голодом в армии, другие утверждают, что канцлер Бестужев-Рюмин, в угоду великому князю Петру Фёдоровичу, тяготевшему к Фридриху Великому, приказал Апраксину отступить.
Есть и ещё одна версия. Вот что писал об этом К. М. Бороздин в 1841 году:
Бестужев, ненавидимый великим князем Петром Фёдоровичем, решился возвести на престол сына его, цесаревича Павла Петровича, под опекунством Екатерины. Тяжкая болезнь императрицы Елизаветы представила ему случай исполнить отважное намерение; полагая, что Елизавета находится на смертном одре, он отозвал своего друга, фельдмаршала Апраксина, к пределам России, чтобы иметь в своём распоряжении его армию. Императрица освободилась от болезни, удалила канцлера в деревню, где он оставался и в царствование Петра III. Исполнитель воли первого министра [Апраксин], лишившийся плодов своей победы, был также потребован к ответу и заключён в небольшом дворце близ Санкт-Петербурга у места, называемого Три-Руки; около трёх лет он находился под судом и внезапно скончался 26 августа 1760 года.
О его смерти сохранилось предание, будто императрица, недовольная медленным производством следствия, спросила: отчего так долго продолжается это дело? Ей отвечали, что фельдмаршал не признаётся ни в чём и что не знают, «что с ним делать».

«Ну так, — возразила государыня, — остаётся последнее средство, прекратить следствие и оправдать невинного». После этого разговора, в первое заседание следственной комиссии, фельдмаршал по-прежнему утверждал свою невинность. «и так — сказал один из членов — остаётся нам теперь употребить последнее средство…». Не успел он кончить слов, как вдруг апоплексический удар поверг Апраксина мёртвым на землю.
Апраксин, запутанный в политических и придворных интригах, арестованный в Нарве и подвергнутый допросу графом А. И. Шуваловым, начальником Тайной канцелярии после Ушакова, скоропостижно умер 6 (17) августа 1758 года. (По данным К. М. Бороздина — умер в августе 1760 года, на это ссылается "Энциклопедический словарь Брокгауза и Ефрона" 1890 года издания)
Генерал-фельдмаршал погребён на Лазаревском кладбище Александро-Невской лавры.

## Характеристика личности

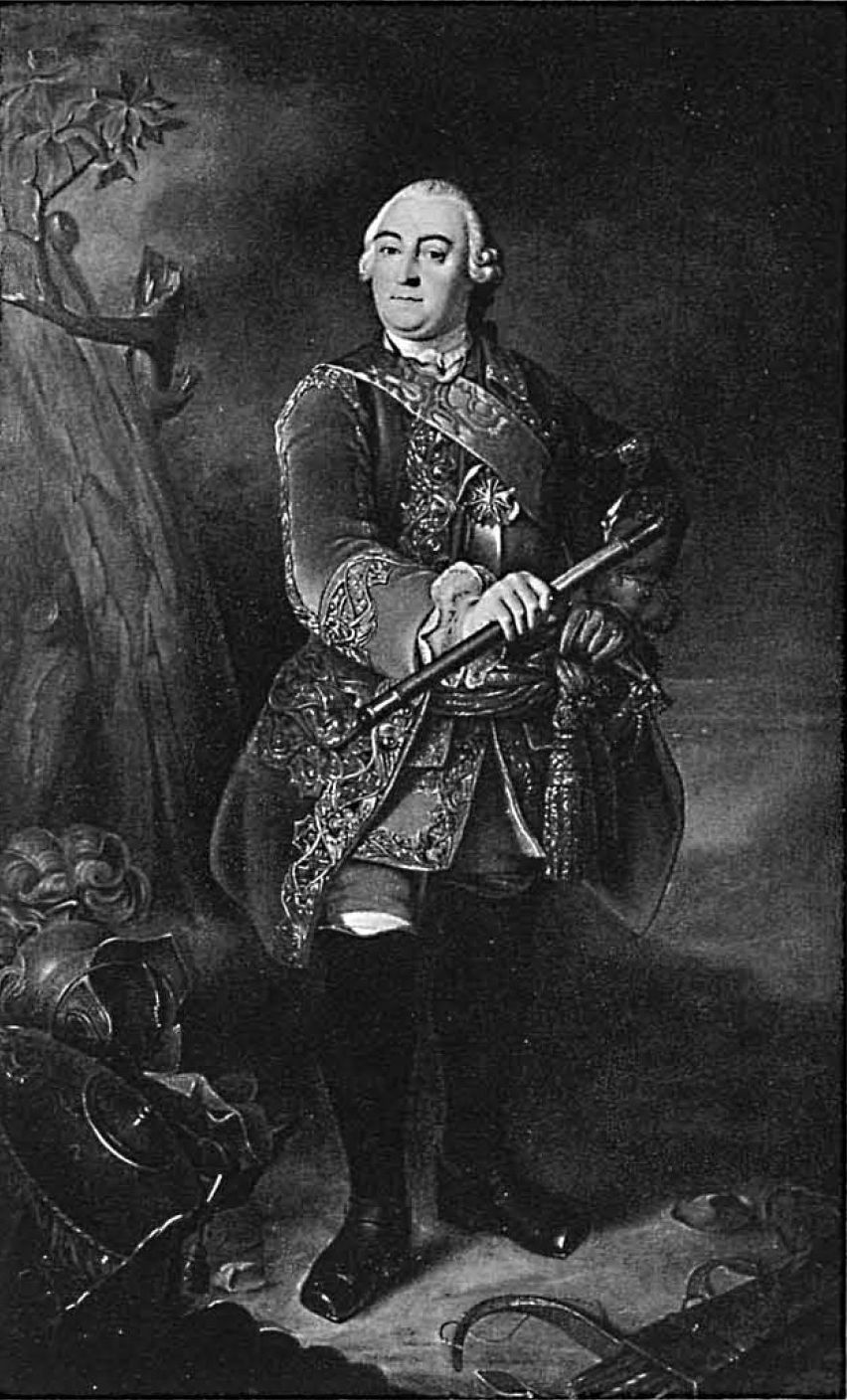
Степан Фёдорович Апраксин

По рассказам современников Апраксин был высокий, чрезвычайно толстый, крепкий и выглядел как колосс. Он был большим любителем пышности, в чём не уступал известному в Европе щёголю саксонскому министру графу Брюлю. В пылу приготовлений к походу, он не забывал послать адъютанта из Риги в Петербург, чтобы заказать себе дюжину новых кафтанов. Остряки говорили, что фельдмаршал намеревался в 1757 году открыть кампанию не против пруссаков, а против рижских дам. Был всегда богато одет и усыпан бриллиантами. Князь М. М. Щербатов отзывался об Апраксине:
Человек благодетельный и доброго расположения сердца, но малознающ  в вещах, пронырлив, роскошен, честолюбив, всегда имел великий стол, гардероб его из многих сот разных богатых кафтанов состоял; в походе все спокойствия, все удовольствия ему последовали. Палатки его величиною город составляли, обоз его более нежели 500 лошадей отягчал, и для его собственного употребления было с ним 50 заводных, богато убранных лошадей.
Надменный и высокомерный с подчинёнными, Апраксин делал всё, чтобы поддерживать своё влияние при дворе. Для приобретения благорасположения и поддержки графа П. И. Шувалова он способствовал его любовной связи со своей дочерью Еленой Куракиной.

## Семья
Был женат на Агриппине Леонтьевне Соймоновой (4.06.1719—28.10.1771), дочери генерал-поручика Л. Я. Соймонова и жены его, рождённой Кокошкиной. При назначении в 1756 году Апраксина главнокомандующим русскими войсками в Пруссии императрица Елизавета Петровна пожаловала Агриппину Леонтьевну в действительные статс-дамы. Е. П. Янькова вспоминала, что вследствие постоянных отлучек и походов Апраксина жена его «всем заведовала и была скупа; как понадобятся деньги, вот он и придёт к ней: „Ну-ка, Леонтьевна, распоясывайся, расставайся с заветными, давай-ка денежек“».
По словам историка П. Ф. Карабанова, Агриппина Леонтьевна была одарена возвышенными и благородными чувствами. Она домовито распоряжалась делами, но при этом делала много добра. После падения мужа она оставила двор и удалилась в своё подмосковное имение Льгово, которое досталось ей в качестве приданого. При восшествии на престол Петра III Апраксина получила позволенье вернуться в Петербург и заняла прежнее видное положение при Дворе. Скончалась 28 октября 1771 года и была похоронена рядом с мужем на Лазаревском кладбище Александро-Невской лавры. В браке имела двух дочерей и сына.
- Елена Степановна (1735—1769), одна из первых красавиц своего времени, с 1751 года была женой гофмейстера и сенатора князя Б. А. Куракина (1733—1764); фаворитка великого князя Петра Фёдоровича.
- Мария Степановна (1742—1796), фрейлина, была замужем с 1763 года за поручиком А. Ф. Талызиным (1734—1787), участником возведения Екатерины II на престол, позднее камергер и сенатор. Их сыновья генерал-лейтенант Пётр (1767—1801) и генерал-майор Степан Талызины (1768—1815).
- Степан Степанович (1757—1827), генерал от кавалерии, Смоленский военный губернатор[9]. Был женат на княжне Екатерине Владимировне Голицыной (1770—1854), дочери известной «Пиковой дамы» Н. П. Голицыной, фрейлине, позднее кавалерственная дама ордена св. Екатерины и гофмейстерина.

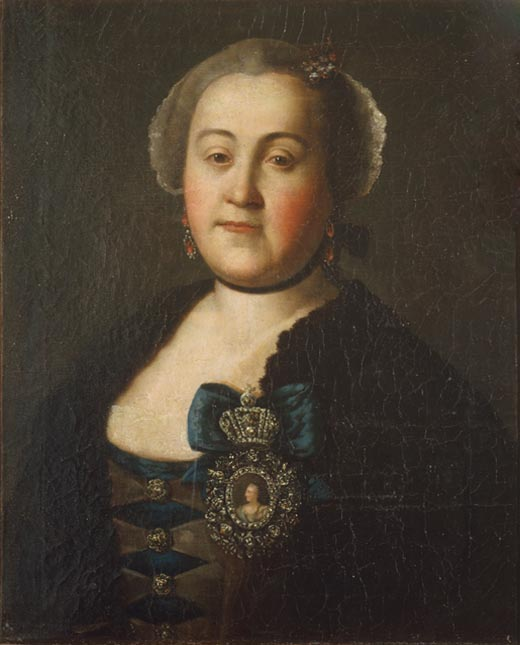
Агриппина Леонтьевна, жена
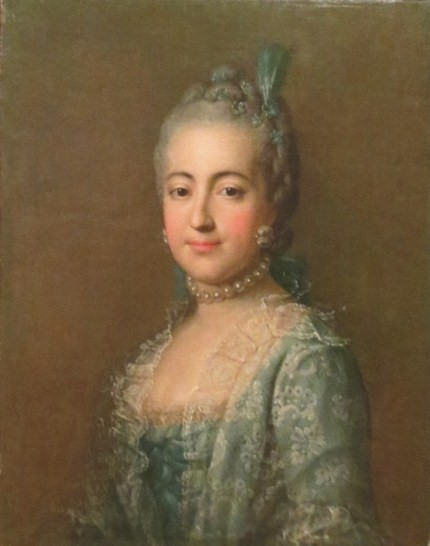
Елена Степановна, дочь
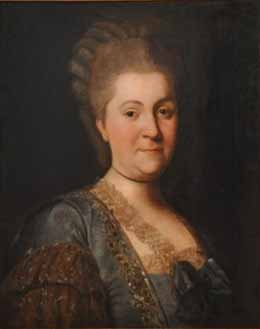
Мария Степановна, дочь
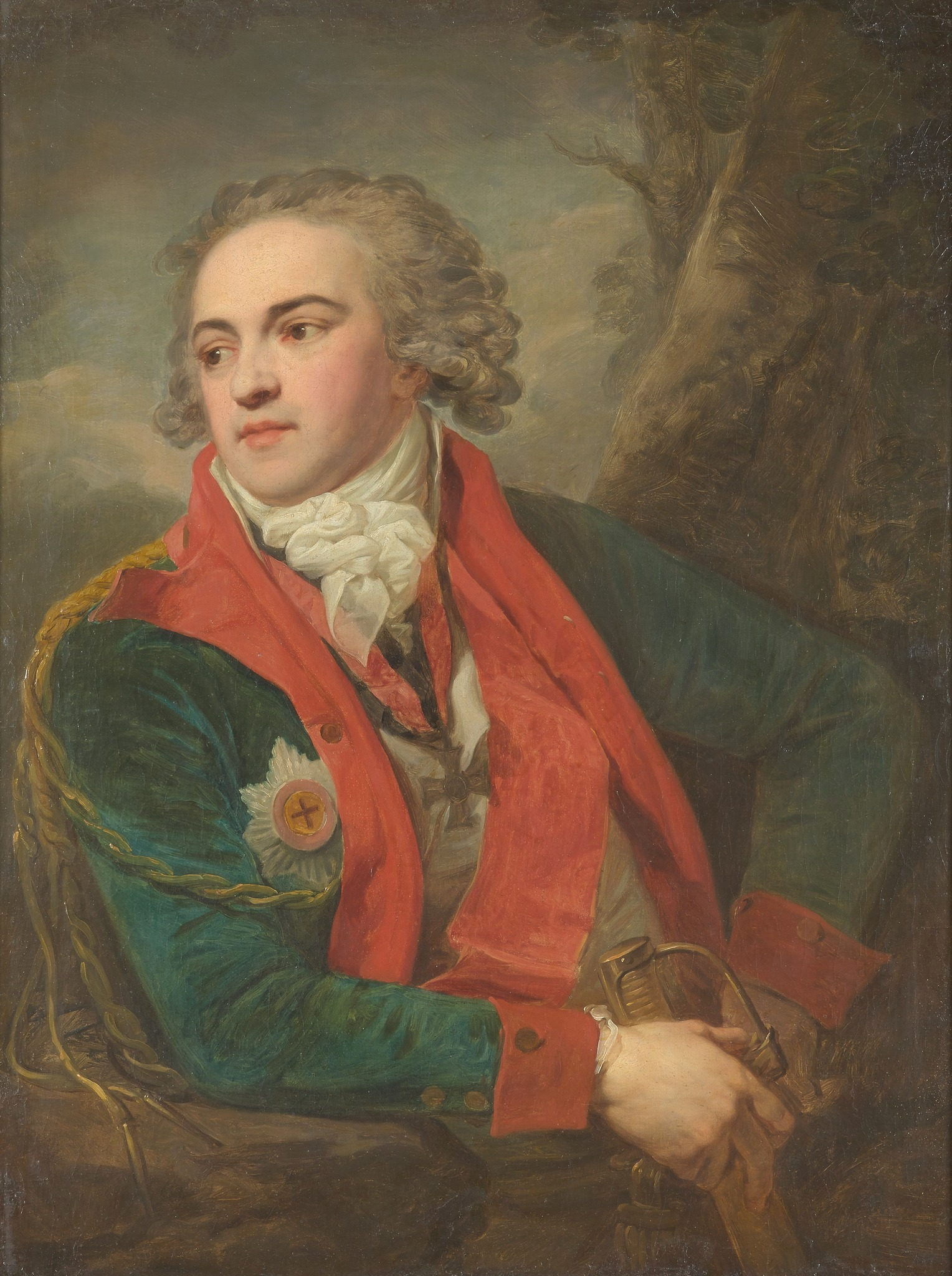
Степан Степанович, сын

## Киновоплощения
- «Гардемарины-3» — Юрий Яковлев.
- «Пером и шпагой» (телесериал) — Валентин Букин.
- «Екатерина» — Виталий Кравченко
- «Великая» (телесериал) — Владимир Матвеев.